# 比杜纳
比杜纳（Bidhuna），是印度北方邦Auraiya县的一个城镇。总人口24784（2001年）。

## 人口
该地2001年总人口24784人，其中男性13064人，女性11720人；0—6岁人口3615人，其中男1946人，女1669人；识字率73.55%，其中男性为78.35%，女性为68.19%。